# Trey (Svizzera)
Trey (toponimo francese) è un comune svizzero di 262 abitanti del Canton Vaud, nel distretto della Broye-Vully.

## Monumenti e luoghi d'interesse
- Chiesa riformata, eretta nel 1787-1788[2].

## Società

### Evoluzione demografica
L'evoluzione demografica è riportata nella seguente tabella:
Abitanti censiti

## Amministrazione
Ogni famiglia originaria del luogo fa parte del cosiddetto comune patriziale e ha la responsabilità della manutenzione di ogni bene ricadente all'interno dei confini del comune.

## Infrastrutture e trasporti
Trey è servito dall'omonima stazione, sulla ferrovia Palézieux-Lyss.